# کوهمولوژی
در ریاضیات، به‌خصوص در نظریه همولوژی و توپولوژی جبری، کوهمولوژی عبارتی کلی برای دنباله‌ای از گروه های آبلیست که به یک فضای توپولوژی مرتبط شده باشند، اغلب به چنین دنباله‌ای مجتمع‌های هم‌زنجیره‌ای گویند. کوهمولوژی را می‌توان به صورت روشی دید که می‌توان به وسیله آن نسبت به همولوژی ناورداهای جبری غنی‌تری را به یک فضا نسبت داد. به بیان دیگر، هم‌زنجیره ها، توابعی روی گروه زنجیره‌ها در نظریه همولوژی هستند. 
این ایده، از ابتدای ظهورش در توپولوژی تبدیل به روشی غالب در ریاضیات نیمه دوم قرن بیستم میلادی گشت. از زمانی که ایده اولیه‌ی همولوژی تشکیل شد، دامنه کاربردهای آن برای ساخت ناورداهای جبری فضاهای توپولوژیکی، در قالب نظریات همولوژی و کوهمولوژی در سرتاسر هندسه و جبر گسترده شده است. این حقیقت که کوهمولوژی که یک نظریه پادوردا (به زبان نظریه رسته‌ها) است، در بسیاری از کاربردها طبیعی‌تر از همولوژی است، به دلیل نوع نامگذاری ها پنهان گشته است. در سطح بنیادین، این نکته به توابع و پول‌بک ها در شرایط هندسی مرتبط می شود: فرض کنید دو فضای {\displaystyle X} و {\displaystyle Y} و نوعی تابع مثل {\displaystyle F} روی {\displaystyle Y} داده شده، به گونه ای که هر نگاشتی چون {\displaystyle f:X\rightarrow Y} که با {\displaystyle f} ترکیب شود منجر به تابع {\displaystyle F\circ f} روی {\displaystyle X} می گردد. مهم ترین نظریات کوهمولوژی دارای یک ضرب به نام ضرب فنجانی (کاپ، cup) هستند که به آن ها ساختار حلقه ای می دهد. به خاطر این ویژگی، کوهمولوژی اغلب ناوردای قویتری نسبت به همولوژی است.

## کوهمولوژی تکین
کوهمولوژی تکین یک ناوردای قدرتمند توپولوژیکی است که به هر فضای توپولوژی، حلقه جابجایی مدرجی را متناظر می‌سازد. هر نگاشت پیوسته‌ای چون {\displaystyle f:X\rightarrow Y}،  همریختی را از حلقه کوهمولوژی {\displaystyle Y} به {\displaystyle X} تعیین می‌کند؛ این ویژگی محدودیت های قوی ای را بر روی نگاشت های ممکن از {\displaystyle X} به {\displaystyle Y} قرار می‌دهد. برعکس ناورداهای نه چندان مشهودی چون گروه‌های هموتوپی، حلقه کوهمولوژی در عمل برای فضاهای مورد نظر محاسبه پذیر ترند. 
برای یک فضای توپولوژی چون {\displaystyle X}، تعریف کوهمولوژی تکین از مجتمع های زنجیره ای تکین شروع می شود:
طبق تعریف، همولوژی تکین {\displaystyle X}، همولوژی این مجتمع زنجیره‌ای است (هسته همریختی به هنگ (به پیمانه) تصویر قبلی). به طور جزئی تر، {\displaystyle X} گروه آبلی روی مجموعه نگاشت‌های پیوسته از i-سادک به {\displaystyle X} است (به آن: "i-سادک های تکین در {\displaystyle X}" گویند) و {\displaystyle X} همریختی مرزی i-ام است. گروه های {\displaystyle X} برای i های منفی صفر هستند.

## ارجاعات
1. ↑  Hatcher 2001, p. 108.